# Jean-Louis Petitot
Jean-Louis Petitot (2 de janeiro de 1653 – 29 de outubro de 1702) foi um pintor francês. Filho mais velho de Jean Petitot, foi instruído por seu pai no trabalho de esmaltagem. Algumas de suas obras se assemelham tanto às do velho Petitot que é difícil distingui-las, e ele foi realmente o único rival sério que seu pai já teve. Ele se estabeleceu por um tempo em Londres, onde permaneceu até 1682, e pintou muitos retratos de Charles II. Em 1682 mudou-se para Paris, mas em 1695 voltou a Londres, onde permaneceu até sua morte.